# Flensburg

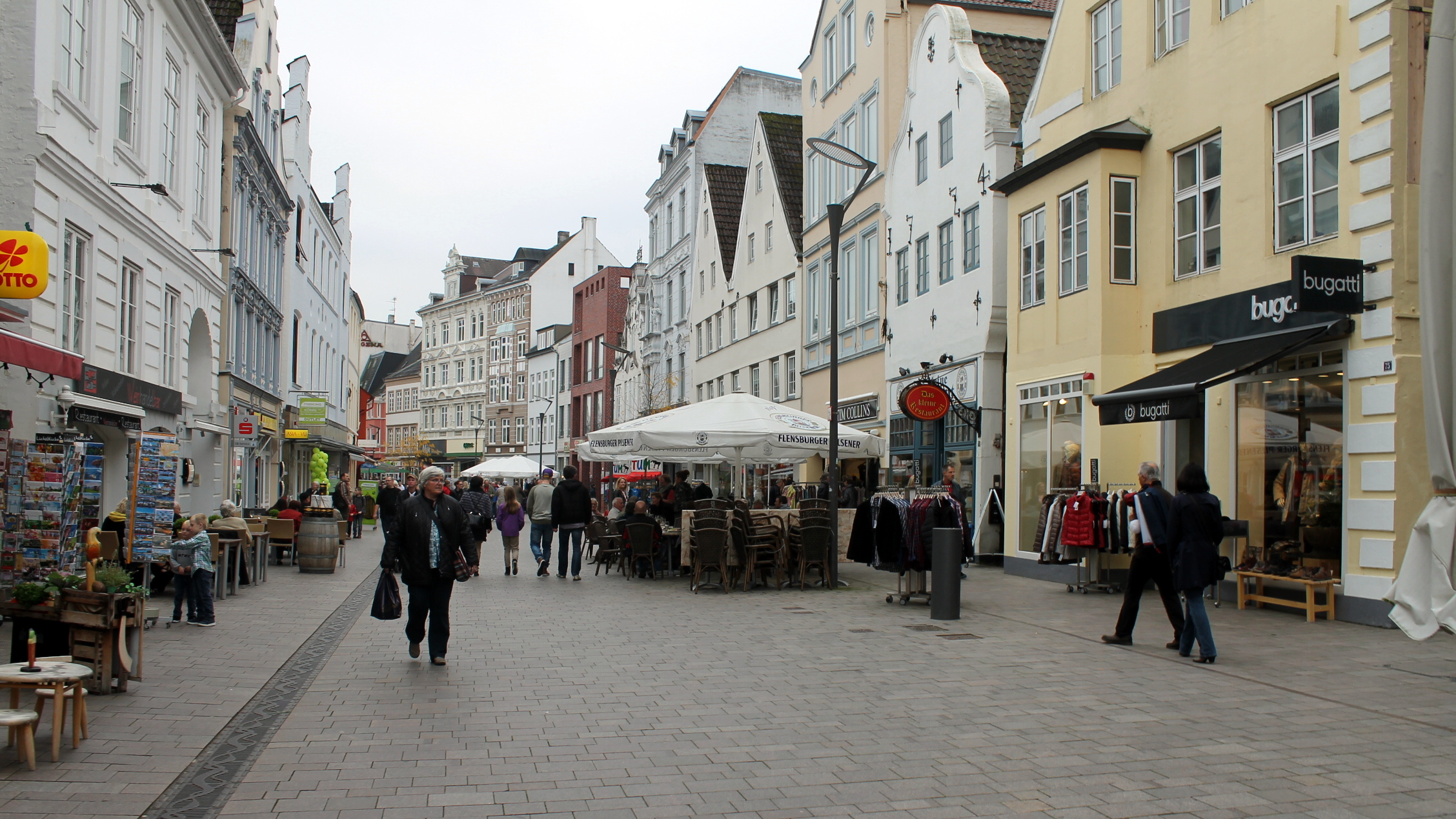
Flensburski deptak

Flensburg (dolnoniem. i duń. Flensborg) – miasto portowe na prawach powiatu w północnej części Niemiec, w kraju związkowym Szlezwik-Holsztyn (trzecie co do wielkości miasto w tym kraju związkowym po Kilonii i Lubece), w pobliżu granicy z Danią, nad Zatoką Flensburską. Szkoła i baza marynarki wojennej.

## Historia
Na pokładzie statku stojącego w porcie flensburskim zmarła 28 października 1412 roku władczyni Danii, Norwegii i Szwecji – Małgorzata I.
W maju 1945 roku, po śmierci Adolfa Hitlera i objęciu urzędu Prezydenta Rzeszy przez Karla Dönitza, miasto pełniło funkcję tymczasowej siedziby rządu nazistowskich Niemiec.

## Gospodarka
W mieście rozwinął się przemysł spożywczy, maszynowy, papierniczy oraz stoczniowy.

## Ludność
Główną część ludności miasta stanowią Niemcy. Największą mniejszością są Duńczycy (według danych na 31 grudnia 2011 roku było to 2178 osób), liczni są ponadto Turcy (952) oraz Polacy (469). Ogólnie miasto zamieszkuje 6757 obcokrajowców, w zdecydowanej większości Europejczyków.

## Podział administracyjny
|  | - Śródmieście - Engelsby - Friesischer Berg - Fruerlund - Jürgensby - Mürwik - Neustadt | - Nordstadt - Sandberg - Südstadt - Tarup - Weiche - Westliche Höhe |

## Transport

### Drogowy
Przez miasto przebiega droga krajowa B199 łącząca drogę B5 w gminie Klixbüll z B201 w Kappeln. W Flensburgu przejeżdża również droga krajowa B200, relacji gmina Harrislee, (granica duńsko-niemiecka) - Husum, (B5). Na zachód od miasta biegnie autostrada A7, cała trasa przebiega wzdłuż Niemiec od północnej granicy z Danią do południowej z Austrią. W jej ciągu Flensburg posiada dwa węzły drogowe: Flensburg oraz Flensburg Harrislee.

### Kolejowy
W mieście znajduje się stacja kolejowa Flensburg Bahnhof.

## Sport
- SG Flensburg-Handewitt – klub piłki ręcznej mężczyzn

## Osobliwości
Miasto znane jest m.in. z:
- centrum mniejszości duńskiej w Niemczech
- ogólnoniemieckiego rejestru osób naruszających przepisy ruchu drogowego, który ma tu swoją siedzibę (Verkehrszentralregister, VZR)
- piwa Flensburger Pilsener
- Beate Uhse AG – jednego z największych w Europie przedsiębiorstw branży erotycznej, które ma tutaj swoją siedzibę
- posągu Lwa z Idstedt

## Miasta partnerskie
- Wielka Brytania: Carlisle
- Niemcy (Meklemburgia-Pomorze Przednie): Neubrandenburg
- Polska[6]: Słupsk